# Ari (football)
Pour les articles homonymes, voir Ari.
Ariclenes da Silva Ferreira, communément surnommé Ari, est un footballeur brésilien naturalisé russe né le 11 décembre 1985 à Fortaleza. Il évolue en tant qu'avant-centre.
Le 15 novembre 2018, à Leipzig, il devient le premier joueur noir à revêtir le maillot de l'équipe de Russie, pour laquelle il compte une autre sélection.

## Carrière

### En club
Après avoir été formé à Fortaleza, Ari fait ses débuts en équipe première au printemps 2006. Au terme de cette saison, il tente sa chance en Europe, dans le championnat suédois, à Kalmar. Dès sa première saison, il termine meilleur buteur du Championnat de Suède de football, avec 15 buts, soit un de plus que son compatriote Afonso Alves la saison précédente.
Le 28 mai 2007, Ari signe un contrat de cinq ans avec AZ, aux Pays-Bas. Le montant du transfert s'élève à environ cinq millions d'euros.
Son entraîneur Louis van Gaal compte sur lui dès le début de la saison 2007-2008. Il débute lors d'une rencontre de préparation face à l'Inter Milan remportée 4-2. Il réalise son premier match contre le VVV Venlo, qu'AZ remporte 4-0, et y marque deux buts. Cependant, l'attaque du club, généralement constituée de Graziano Pellè et d'Ari, souffre d'une inefficacité chronique. Bien qu'Ari ait marqué 9 buts en 29 matchs, la première saison aux Pays-Bas du Brésilien n'est pas considérée comme une complète réussite[réf. nécessaire].
La saison suivante démarre sur les mêmes bases que la précédente : en matchs amicaux, Ari marque huit buts en six rencontres. Malgré ces statistiques, van Gaal décide de titulariser en attaque Mounir El Hamdaoui et Moussa Dembélé, reléguant Ari sur le banc des remplaçants. Il profite cependant de ses apparitions régulières sous le maillot d'AZ pour marquer de manière récurrente en novembre 2008, contre le FC Twente (3-0), le FC Groningue (2-0), Vitesse Arnhem (1-1) et surtout un but contre l'Ajax Amsterdam (2-0). Avec une moyenne de 0,88 but par match, Ari fait alors figure de remplaçant de luxe, au sein de son équipe, qui remporte le Championnat des Pays-Bas.
Mais la saison 2009-2010 s'avère beaucoup plus difficile pour lui, puisqu'il ne joue plus que des bouts de matchs et qu'il n'arrive plus à marquer. En janvier 2010, il quitte l'AZ pour rejoindre le FK Spartak Moscou, dans le but de relancer sa carrière.

### En sélections du Brésil
En 2005, Ari est convoqué plusieurs fois en équipes de jeunes du Brésil, sans toutefois faire partie des sélections finales, notamment celle pour la Coupe du monde des moins de 20 ans, organisée cette année-là aux Pays-Bas et remportée par l'Argentine.
En 2006, le sélectionneur national du Brésil, Dunga, convoque Ari au cours de son éclosion à Kalmar. Il ne dispute cependant pas la moindre minute sous le maillot auriverde, même s'il est appelé à plusieurs reprises en 2006 et 2007 en Seleção.

## Statistiques
| Saison                | Club                    | Championnat           | Championnat | Championnat | Coupe(s) nationale(s) | Coupe(s) nationale(s) | Compétition(s) continentale(s) | Compétition(s) continentale(s) | Compétition(s) continentale(s) | Total | Total |
| Saison                | Club                    | Division              | M.          | B.          | M.                    | B.                    | Comp.                          | M.                             | B.                             | M.    | B.    |
| 2005                  | Fortaleza ES            | D2                    | 3           | 0           | 3                     | 1                     | -                              | -                              | -                              | 6     | 1     |
| Sous-total            | Sous-total              | Sous-total            | 3           | 0           | 3                     | 1                     | -                              | -                              | -                              | 6     | 1     |
| 2006                  | Kalmar FF               | D1                    | 23          | 15          | -                     | -                     | CI                             | 3                              | 3                              | 26    | 18    |
| 2007                  | Kalmar FF               | D1                    | 12          | 3           | -                     | -                     | -                              | -                              | -                              | 12    | 3     |
| Sous-total            | Sous-total              | Sous-total            | 35          | 18          | -                     | -                     | -                              | 3                              | 3                              | 38    | 21    |
| 2007-2008             | AZ Alkmaar              | D1                    | 29          | 9           | -                     | -                     | C3                             | 3                              | 1                              | 32    | 10    |
| 2008-2009             | AZ Alkmaar              | D1                    | 20          | 9           | 1                     | 0                     | -                              | -                              | -                              | 21    | 9     |
| 2009-2010             | AZ Alkmaar              | D1                    | 6           | 0           | 3                     | 0                     | C1                             | 1                              | 0                              | 10    | 0     |
| Sous-total            | Sous-total              | Sous-total            | 55          | 18          | 4                     | 0                     | -                              | 4                              | 1                              | 63    | 19    |
| 2010                  | Spartak Moscou          | D1                    | 24          | 7           | -                     | -                     | C1                             | 4                              | 2                              | 28    | 9     |
| 2011-2012             | Spartak Moscou          | D1                    | 38          | 10          | 3                     | 1                     | C3+C3                          | 2+2                            | 1+2                            | 45    | 14    |
| 2012-2013             | Spartak Moscou          | D1                    | 27          | 4           | 2                     | 0                     | C1                             | 8                              | 2                              | 37    | 6     |
| Sous-total            | Sous-total              | Sous-total            | 89          | 21          | 5                     | 1                     | -                              | 16                             | 7                              | 110   | 29    |
| 2013-2014             | FK Krasnodar            | D1                    | 18          | 6           | 3                     | 1                     | -                              | -                              | -                              | 21    | 7     |
| 2014-2015             | FK Krasnodar            | D1                    | 26          | 7           | 2                     | 1                     | C3                             | 10                             | 6                              | 38    | 14    |
| 2015-2016             | FK Krasnodar            | D1                    | 21          | 5           | 4                     | 0                     | C3                             | 11                             | 1                              | 36    | 6     |
| 2016-2017             | FK Krasnodar            | D1                    | 11          | 4           | 2                     | 1                     | C3                             | 6                              | 2                              | 19    | 7     |
| 2018-2019             | FK Krasnodar            | D1                    | 16          | 8           | -                     | -                     | C3                             | 6                              | 2                              | 22    | 10    |
| 2019-2020             | FK Krasnodar            | D1                    | 18          | 6           | -                     | -                     | C1+C3                          | 1+4                            | 0+2                            | 23    | 8     |
| 2020-2021             | FK Krasnodar            | D1                    | 9           | 2           | 1                     | 0                     | C1+C3                          | 2                              | 0                              | 12    | 2     |
| Sous-total            | Sous-total              | Sous-total            | 119         | 38          | 12                    | 3                     | -                              | 41                             | 13                             | 172   | 54    |
| 2016-2017             | Lokomotiv Moscou (prêt) | D1                    | 9           | 6           | 3                     | 0                     | -                              | -                              | -                              | 12    | 6     |
| 2017-2018             | Lokomotiv Moscou (prêt) | D1                    | 8           | 1           | 1                     | 0                     | C3                             | 2                              | 0                              | 11    | 1     |
| Sous-total            | Sous-total              | Sous-total            | 17          | 7           | 4                     | 0                     | -                              | 2                              | 0                              | 23    | 7     |
| Total sur la carrière | Total sur la carrière   | Total sur la carrière | 318         | 102         | 28                    | 5                     | -                              | 66                             | 24                             | 412   | 131   |

## Palmarès
AZ Alkmaar
- Champion des Pays-Bas en 2009.

 Spartak Moscou
- Vice-champion de Russie en 2012.

 FK Krasnodar
- Finaliste de la Coupe de Russie en 2014.

 Lokomotiv Moscou
- Champion de Russie en 2018.
- Vainqueur de la Coupe de Russie en 2017.